# Jan Sarkandr Tománek
Jan Sarkandr Tománek (14. prosince 1947 Praha – 27. července 2017) byl český malíř, grafik a tvůrce animovaných filmů.
Vystudoval Vysokou školu uměleckoprůmyslovou v Praze. Po ukončení studií se věnoval malbě, tvorbě plakátu a animovanému filmu. Je autorem více než stovky filmových a kulturní plakátů. Kolekcí plakátů je mimo jiné zastoupen i v Muzeu moderního umění v New Yorku. Byl členem umělecké skupiny ART.I.UM. V roce 1990 založil Art And Animation studio, zaměřené na tvorbu animovaných filmů. Je spolutvůrcem řady úspěšných večerníčků pro Českou televizi.

## Animované večerníčky a filmy
| 2013 | To si piš, je to myš! (TV seriál)    |
| 2006 | Hajadla (TV seriál)                  |
| 1999 | Dobrodružství pod vrbami (TV seriál) |
| 1998 | Kamarádi pana Semtamťuka (TV seriál) |
| 1993 | Balabánci (TV seriál)                |
| 1989 | Medvěd 09 (TV seriál)                |
| 1980 | Pan Razítko a Edisoni (krátký film)  |
| ---- | ------------------------------------ |

## Plakáty

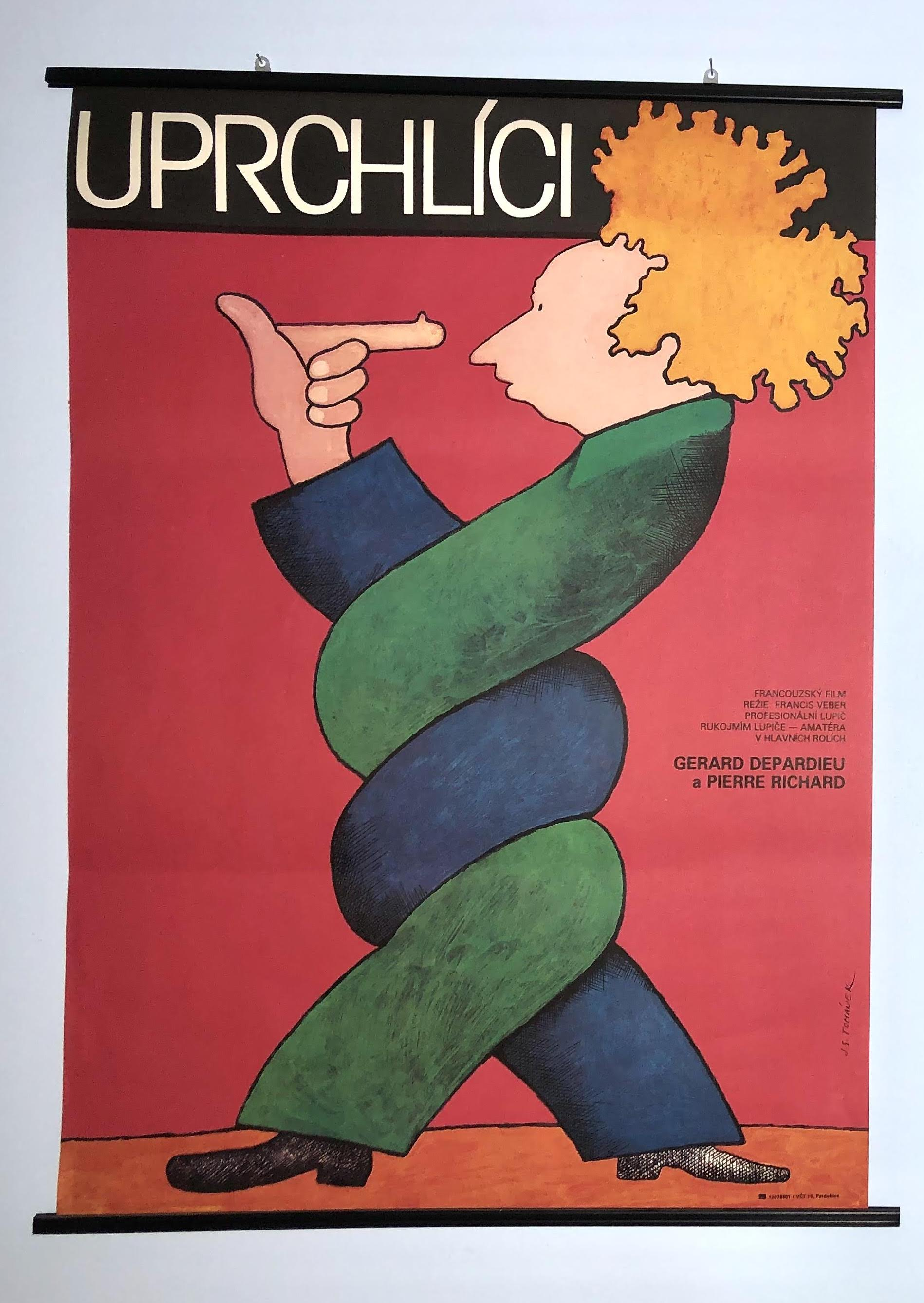
Uprchlíci - plakát, Jan Sarkandr Tománek
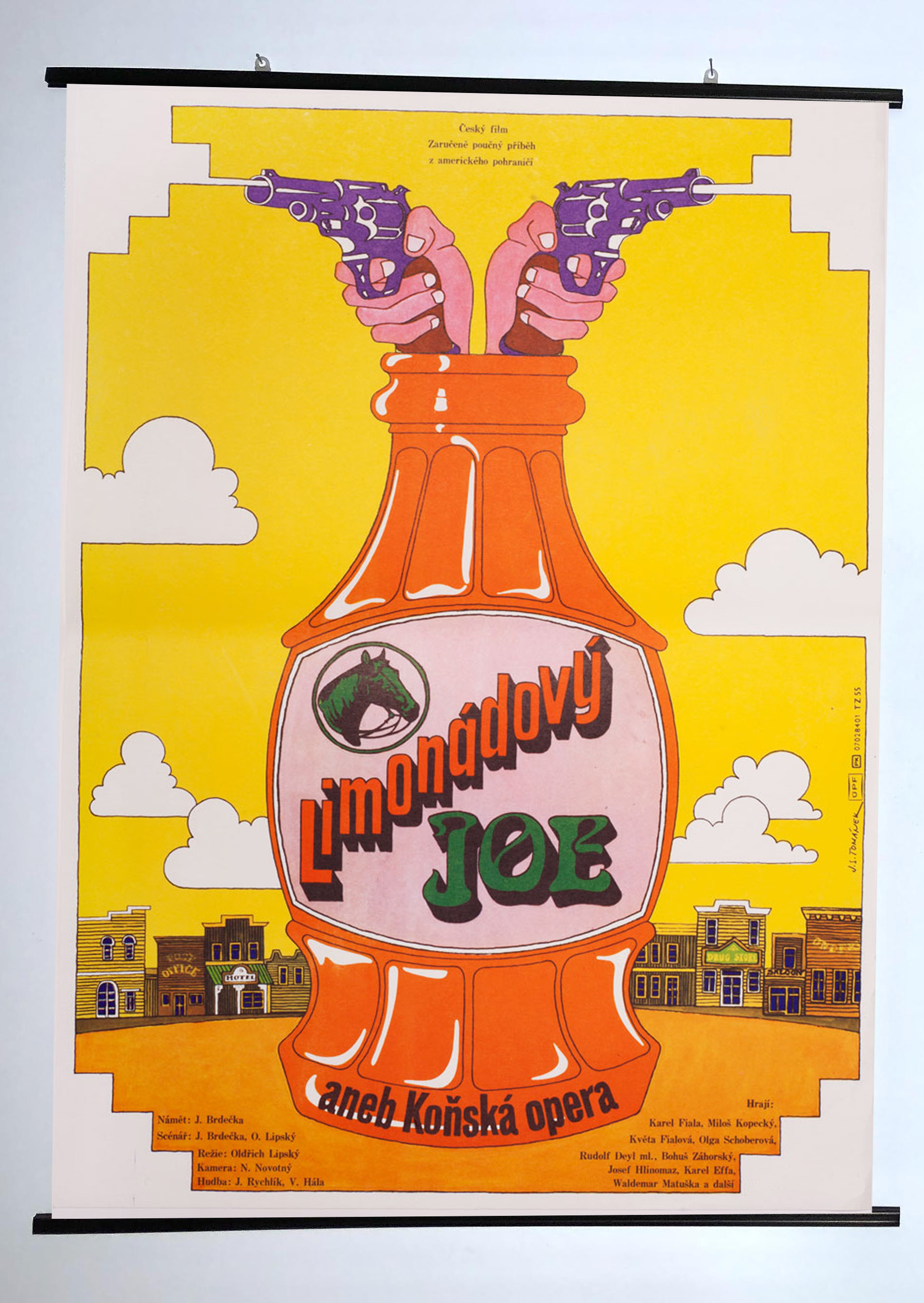
Limonádový Joe - plakát, Jan Sarkandr Tománek
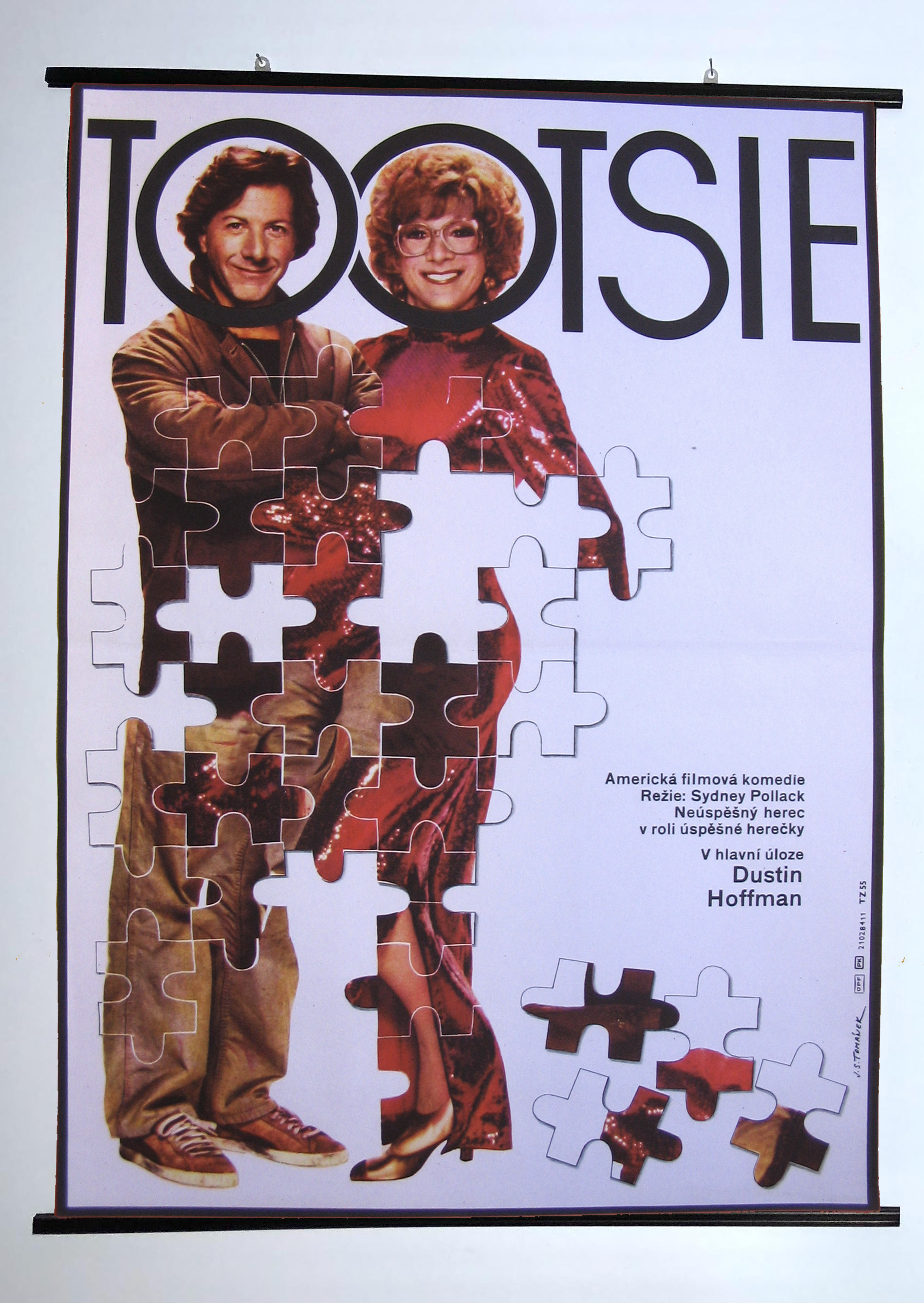
Tootsie - plakát, Jan Sarkandr Tománek
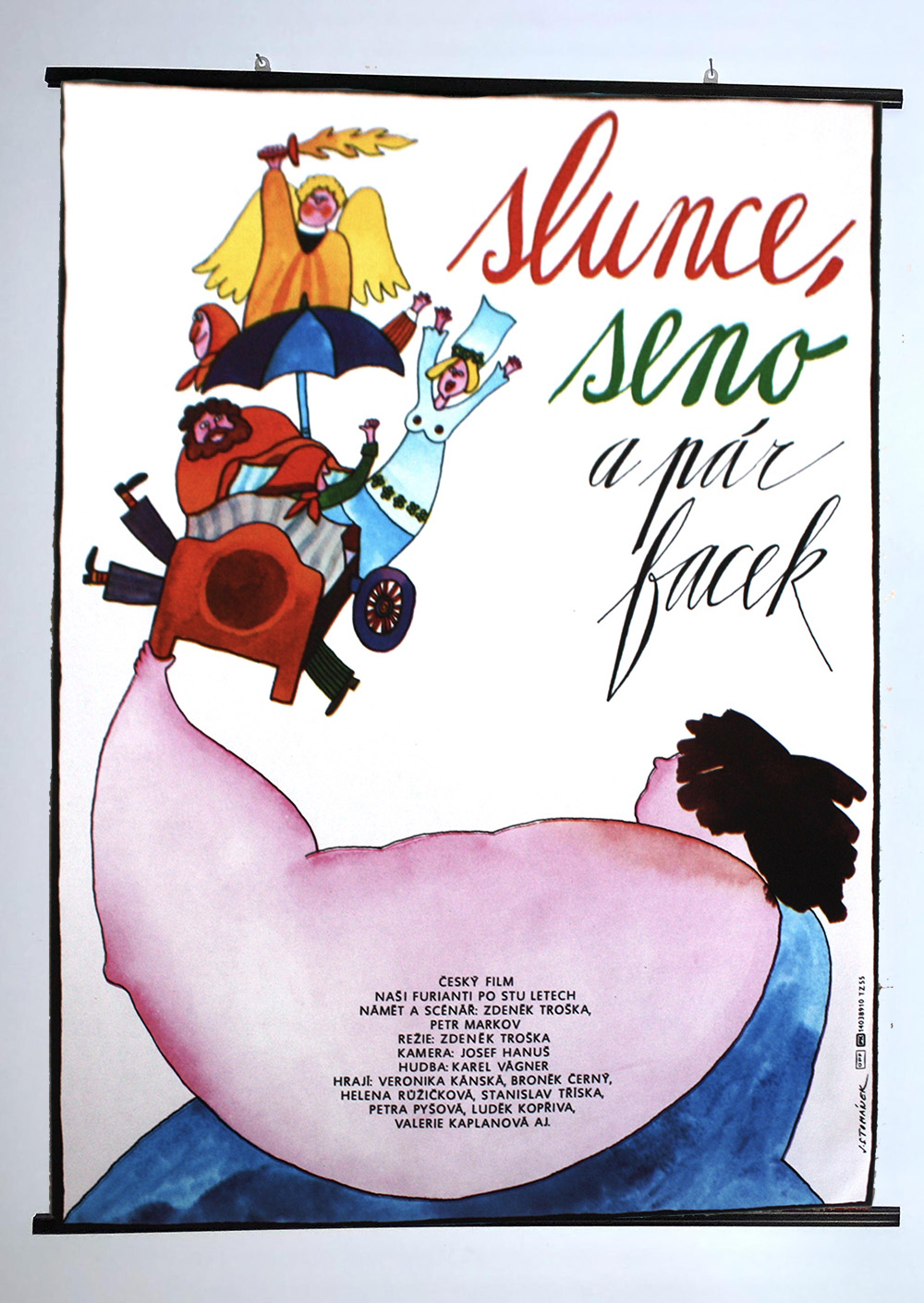
Slunce seno a pár facek - plakát, Jan Sarkandr Tománek
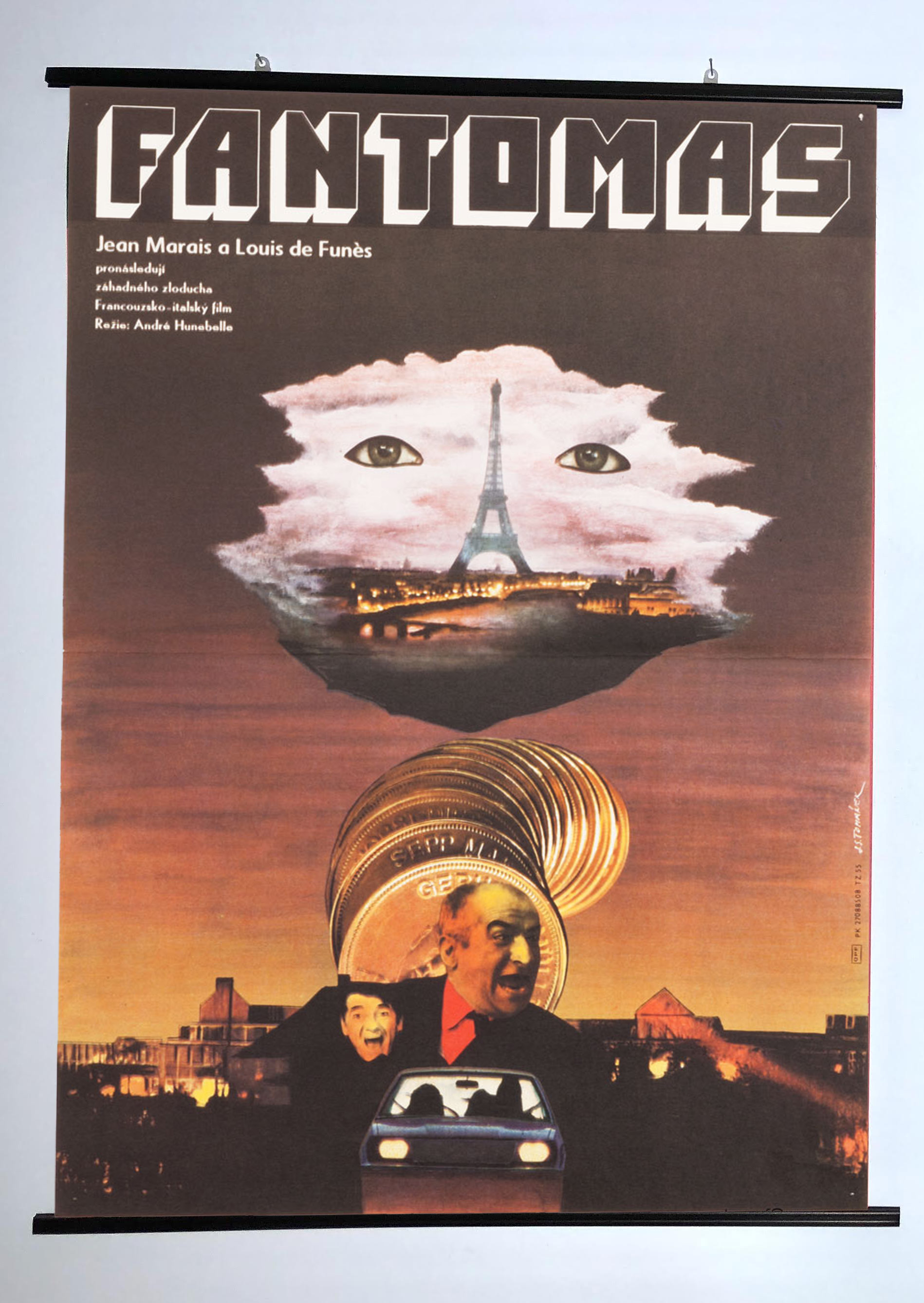
Fantomas - plakát, Jan Sarkandr Tománek

## Obrazy

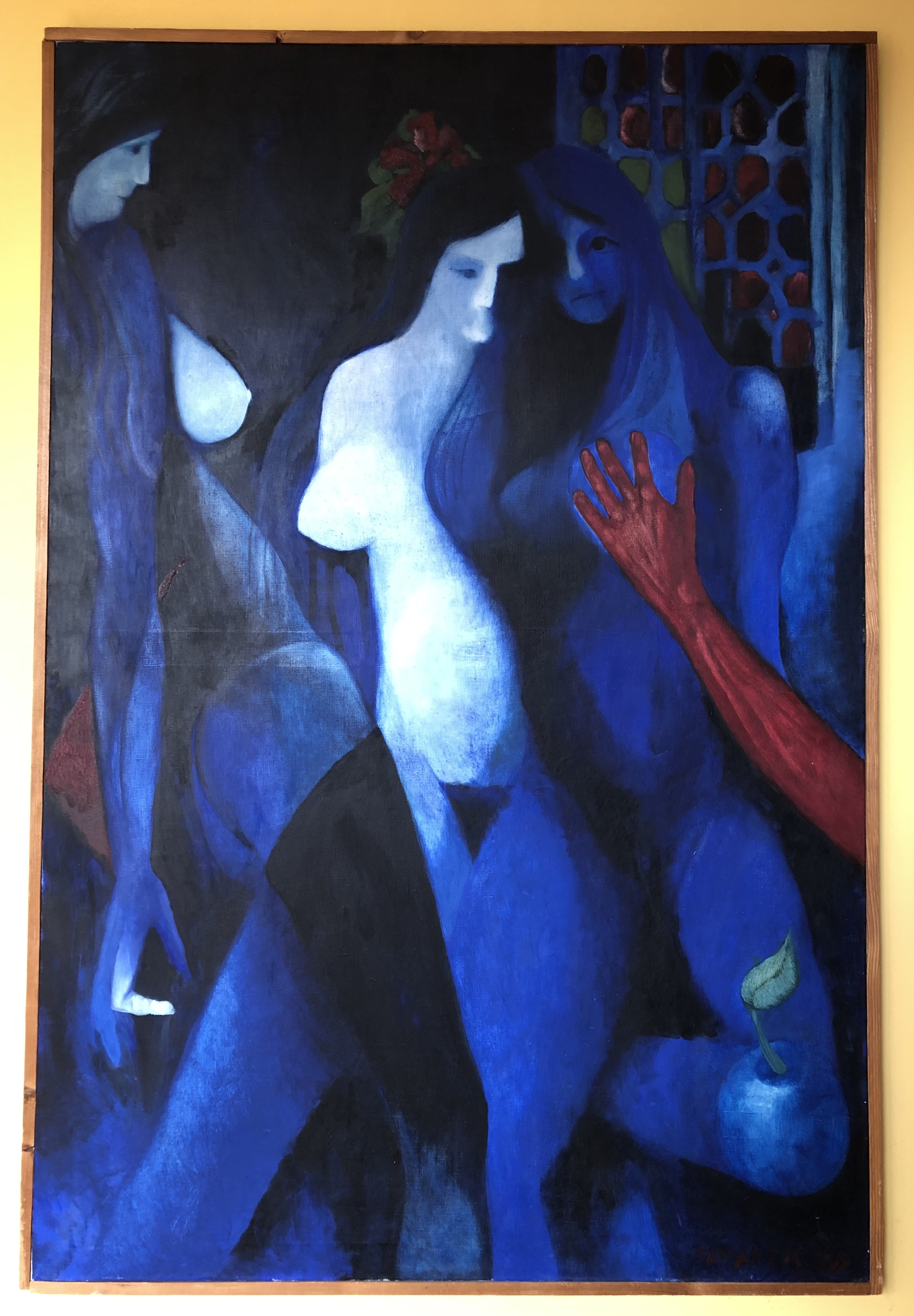
Tři Grácie - obraz - 1970, Jan Sarkandr Tománek
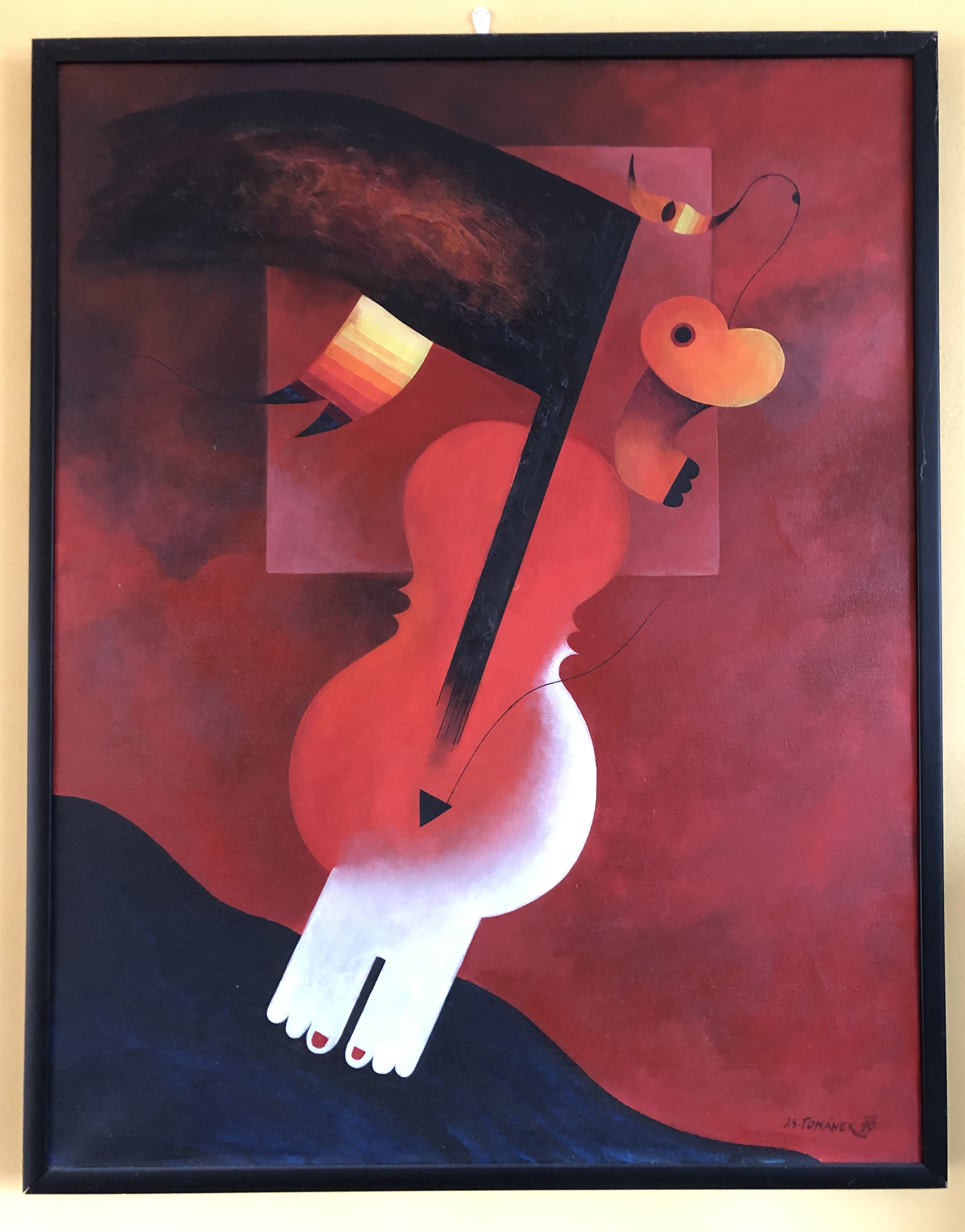
Obraz - 1990, Jan Sarkandr Tománek
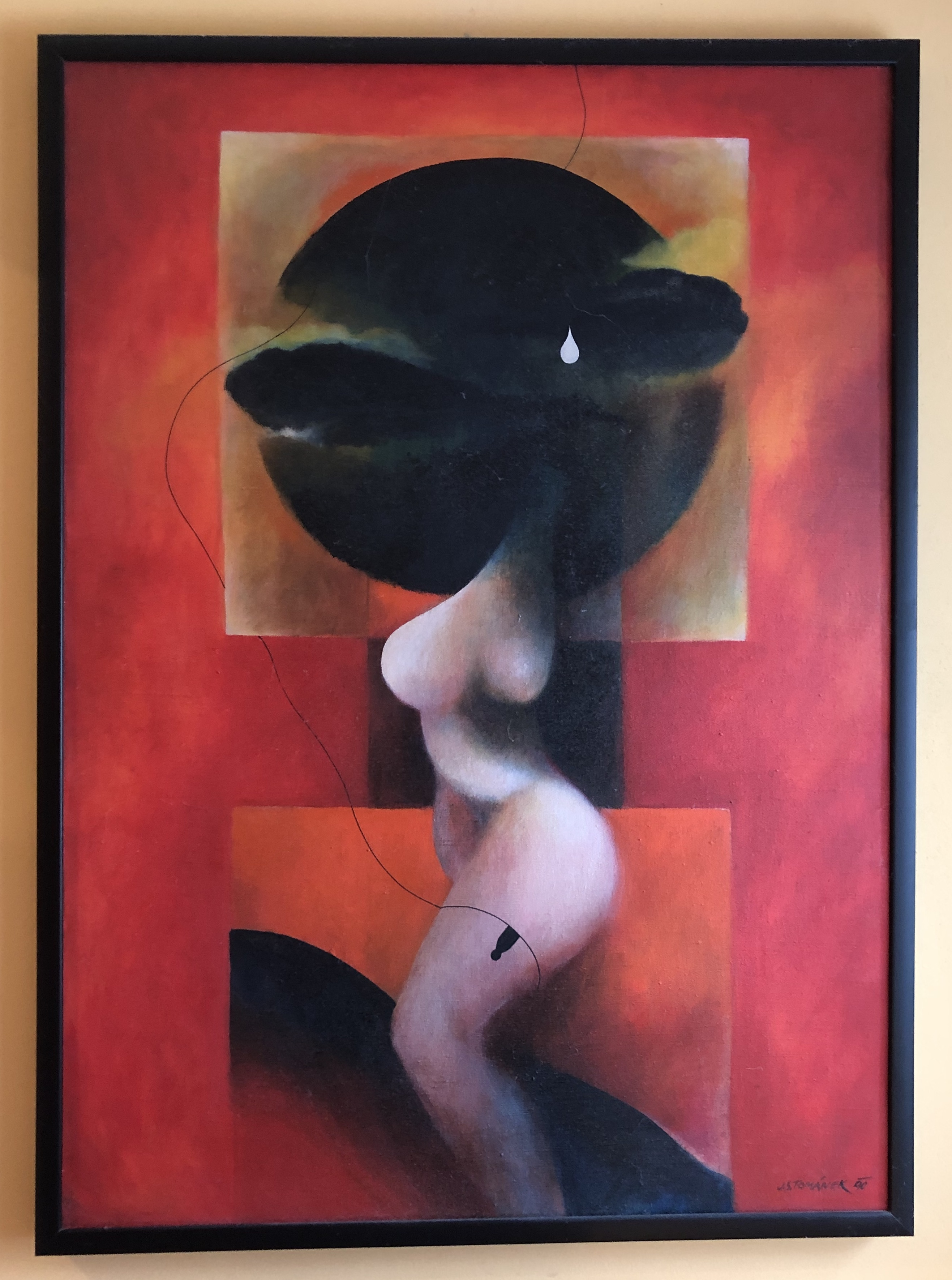
Obraz - 1990, Jan Sarkandr Tománek
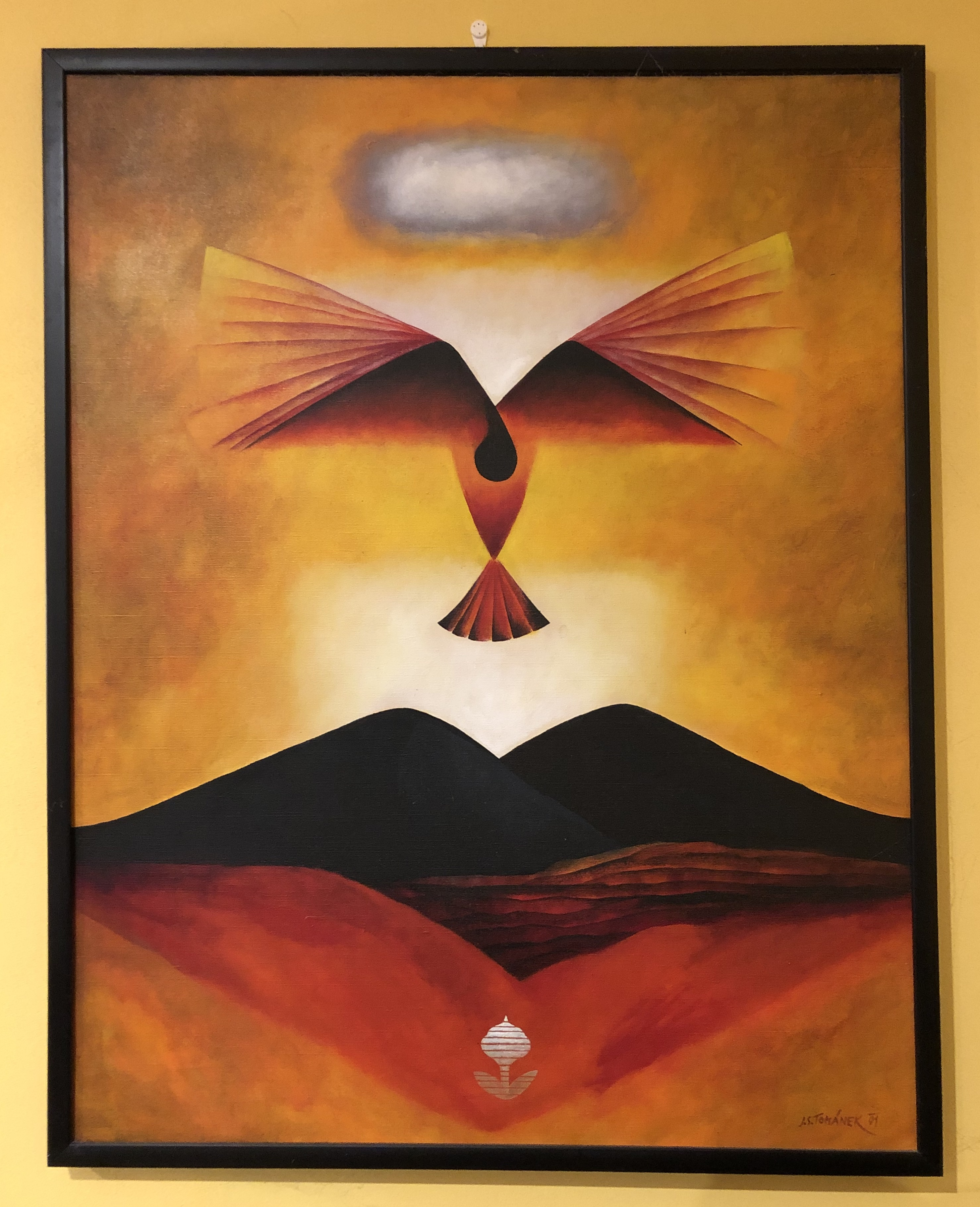
Obraz - 1991, Jan Sarkandr Tománek